# Talmadge (San Diego)

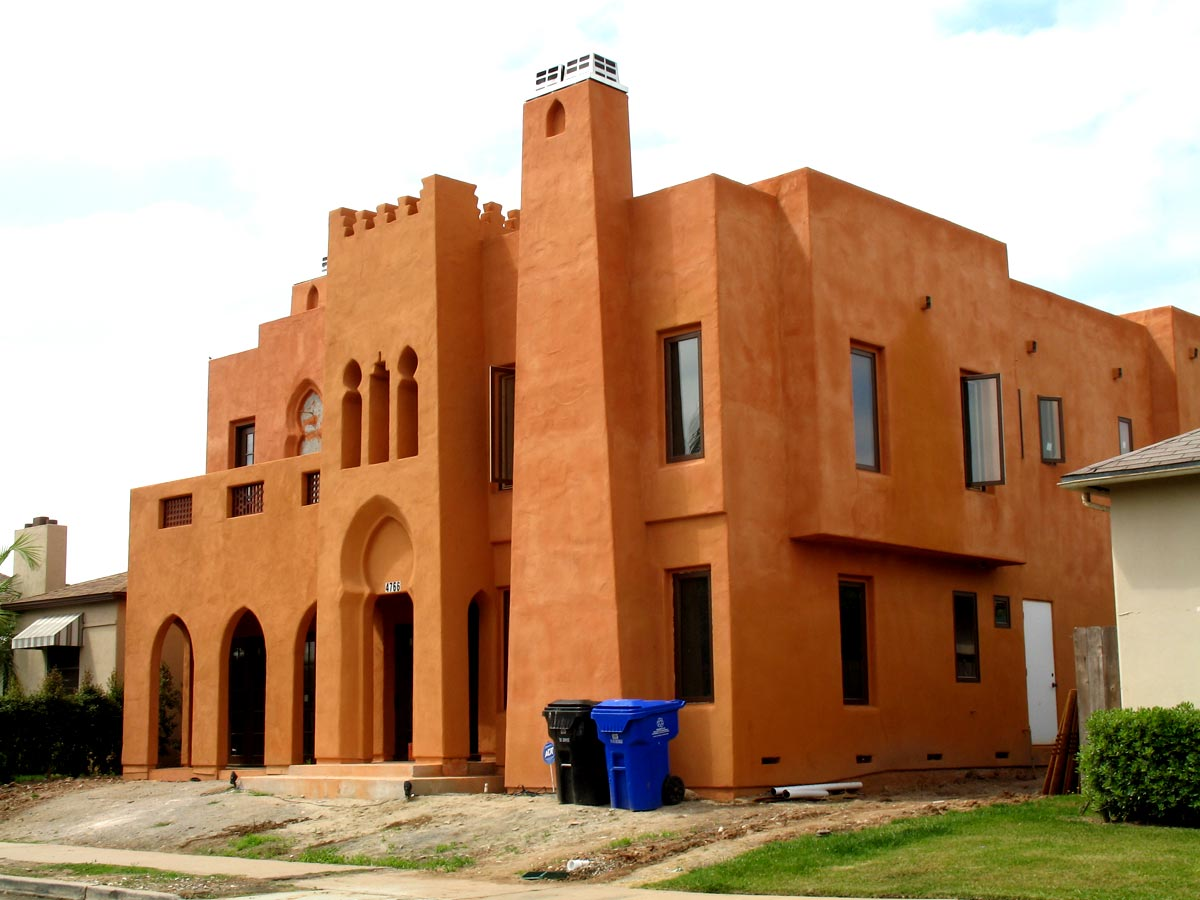
Castillo de Arena en Talmadge.

Talmadge es un barrio de la región de mid-city de la ciudad de San Diego, California. El barrio se llama así por las hermanas Talmadge sisters por un desarrollador. Algunas veces Kensington y Talmadge son agrupados como una sola comunidad para propósitos oficiales.

## Geografía
Los límites de Talmadge están definidos al oeste por la Avenida Fairmount, al noreste por Montezuma Road/Collwood Boulevard , y al sur por El Cajón Boulevard.

## Educación
- Herbert Hoover High School (Distrito Escolar Unificado de San Diego)

- Datos: Q7680225
- Multimedia: Talmadge / Q7680225